# Штандарт президента Азербайджана
Штандарт президента Азербайджанской Республики – официальный флаг президента Азербайджанской Республики. Президентский штандарт был утверждён указом президента Азербайджанской Республики от 15 сентября 2008 года как официальный символ президента.

## Описание
Описание штандарта президента Азербайджанской Республики также утверждено в подписанном указе. Это квадратная двухсторонняя ткань, который состоит из трёх одинаковых по ширине горизонтальных полос. Цвета полос – это цвета флага Азербайджана: голубой, красный и зелёный. Трёхцветная ткань обрамлена золотистой бахромой. На двух  сторонах красной полосы имеется изображение государственного герба Азербайджанской Республики. Президентский флаг прикреплён к древке, на который подкреплён наконечник в виде полумесяца и 8-конечной звезды. К древку подкреплена скоба, на которой отмечаются  фамилия, имя, отчество президента Азербайджанской Республики и дата его избрания на пост главы государства.
В тексте указа размер флага не уточняется.

## Порядок использования
Согласно указу, оригинал штандарта президента Азербайджанской Республики должен храниться в служебной комнате президента в Президентском Дворце.
Дубликаты штандарта президента поднимаются:
- В церемонии инаугурации президента[5][6];
- Над дворцом президента;
- Над резиденциями президента;
- Во дворце президента;
- В резиденциях президента;
- В салонах и залах, предусмотренных для проведения официальных мероприятий с участием президента
- Над зданиями, предусмотренных для проведения официальных мероприятий и других церемоний с участием президента;
- Над транспортными средствами (автомобилями) президента.

## См.также
- Президент Азербайджана
- Символы Азербайджана